# Sexueller Missbrauch von Kindern
Sexueller Missbrauch von Kindern (auch sexueller Kindesmissbrauch) oder sexuelle Gewalt an Kindern (auch sexualisierte Gewalt gegen Kinder) bezeichnet alle sexuellen Handlungen, die mit, an, vor oder unter Einbeziehung von Kindern erfolgen. Sie können also Körperkontakt beinhalten (sogenannte Hands-On-Taten) oder nicht (Hands-Off-Taten). Hands-On-Taten reichen von flüchtigen Berührungen über Manipulationen an den Genitalien des Kindes bis hin zu oraler, vaginaler oder analer Penetration. Als Hands-Off-Tat zählt beispielsweise das Masturbieren vor Kindern oder die Anstiftung eines Kindes zu masturbationsähnlichen Berührungen der eigenen Genitalien.
Die Täter können Erwachsene, Jugendliche oder andere Kinder sein. Sie sind überwiegend männlichen Geschlechts und oft aus dem sozialen Nahraum des Kindes. Zwischen Kind und Täter besteht in der Regel ein Machtgefälle, oft ein Abhängigkeits-, und nicht selten ein Vertrauensverhältnis. Entgegen landläufiger Meinung ist die Mehrheit der Täter nicht pädophil.
Sexueller Missbrauch von Kindern ist fast überall auf der Welt eine Straftat, ebenso die Erstellung, der Besitz und der Konsum von Kinderpornografie. Das Schutzalter ist kulturell sehr verschieden und weltweit unterschiedlich geregelt. Es variiert weltweit zwischen 12 und 21 Jahren, meist liegt es bei 14, 15 oder 16 Jahren. Sexueller Missbrauch an Kindern wird dadurch unterschieden von sexueller Missbrauch von Jugendlichen bzw. von Schutzbefohlenen mit höherer Schutzaltersgrenze. Der Missbrauch ist oft schwer zu beweisen, hat dann aber in der Regel lange Haftstrafen für den Täter zur Folge.
Die Opfer werden meist traumatisiert und in ihrer Entwicklung beeinträchtigt; es kann zu psychischen Störungen kommen, die lebenslang anhalten können.

## Definition
In ihrem Terminologischen Exkurs weisen die Sexualwissenschaftler Ahlers, Schaefer und Beier darauf hin, dass weder in der wissenschaftlichen Literatur noch im gesellschaftlichen Umgang mit dem Thema sexueller Übergriffe auf Kinder eine „einheitliche Begriffsverwendung“ herrsche und deshalb in der öffentlichen Diskussion „nicht zutreffend zwischen den verschiedenen zugehörigen Begriffen differenziert“ werde.
Der Forschungsverbund „Gewalt gegen Männer“ erwähnt im Abschlussbericht seiner Pilotstudie zum sexuellen Missbrauch von Jungen verschiedene „Definitionstypen“ – enge, weite, gesellschaftliche, feministische, entwicklungspsychologische und klinische Definitionen, doch eine „allgemeingültige“ vermögen auch diese Autoren nicht zu erkennen. Sie empfehlen allerdings Formulierungen, die nicht zwingend unterstellen, dass Täter stets männlichen und Opfer immer weiblichen Geschlechts sind. Sie zitieren Dirk Bange, für den es eine „allgemein akzeptierte und für alle Zeiten gültige Definition“ nicht geben könne.
Bange und Deegener definieren sexuellen Missbrauch von Kindern als „jede sexuelle Handlung, die an oder vor einem Kind entweder gegen den Willen des Kindes vorgenommen wird oder der das Kind aufgrund körperlicher, psychischer, kognitiver oder sprachlicher Unterlegenheit nicht wissentlich zustimmen kann. Der Täter nutzt seine Macht- und Autoritätsposition aus, um seine eigenen Bedürfnisse auf Kosten des Kindes zu befriedigen“.
Beim sexuellen Missbrauch von Kindern als Begriff, ist das Wort „Missbrauch“ von zentraler Bedeutung: Sexueller Missbrauch eines Kindes bedeutet stets eine Verletzung seines Rechts auf sexuelle Selbstbestimmung, sei es durch eine sexuelle Handlung gegen den Willen des Kindes oder durch Ausnutzung seiner sich noch im Entwicklungsstadium befindenden sexuellen Selbstbestimmungsfähigkeit. Ab welchem Alter eine solche Selbstbestimmungsfähigkeit sicher vermutet oder vorausgesetzt wird, ist stark kulturabhängig. Beispielsweise wird in den meisten Kulturen das heiratsfähige Alter mit einer gewissen sexuellen (nicht notwendigerweise sozialen) Autonomie verknüpft. Im deutschen Recht wird die Einwilligungsfähigkeit eines Kindes in sexuelle Handlungen, mithin seine sexuelle Autonomie, generell verneint, sodass sich hier das Rechtsgut der sexuellen Selbstbestimmung im Kindesalter als Recht auf eine von vorzeitigen sexuellen Erlebnissen freie Gesamtentwicklung widerspiegelt.
In der Sexualethik wird in diesem Zusammenhang unterschieden zwischen einfacher Zustimmung (engl. simple consent) und wissentlicher Zustimmung (engl. informed consent). Hier geht es darum, ob eine Person überhaupt so weit in der Lage ist, die Folgen der betreffenden Zustimmung bzw. Handlung abzusehen, dass man überhaupt von Zustimmung sprechen kann: dies setze ein umfassendes Begreifen des Geschehens und seiner voraussehbaren Folgen voraus.
Die juristisch relevante Alters- und Reifestufe wird im Begriff des Schutzalters gefasst. Aus Sicht von Bretz et al. (1994) wird die Beteiligung von noch nicht ausgereiften Kindern und Jugendlichen an sexuellen Aktivitäten als sexueller Missbrauch von Kindern definiert, denen sie nicht verantwortlich zustimmen können, weil sie noch nicht in der Lage sind, sie in ihrer Tragweite zu erfassen.
Obgleich in der Literatur (und im Strafrecht vieler Staaten) mit dem Begriff sexueller Missbrauch von Kindern meist alle sexuellen Handlungen mit Kindern gemeint sind (manche Studien untersuchen nur Fälle, in denen der Täter erwachsen ist oder eine bestimmte Altersdifferenz vorliegt, rechnen dann aber meist gewaltsame sexuelle Übergriffe unter Gleichaltrigen mit ein), ist diese (aus dem Strafrecht übernommene) Begriffsverwendung problematisch, denn sie steht nicht von vornherein im Einklang mit der hier angegebenen Definition von Bange und Deegener, da ein Fehlen der sexuellen Selbstbestimmungsfähigkeit auch älterer Kinder und mithin die Missbräuchlichkeit (im Sinne dieser Definition) auch beiderseitig gewollter sexueller Handlungen mit älteren Kindern zumindest nicht nachgewiesen ist. Auch weicht die strafrechtliche von der psychologischen Definition dahingehend ab, dass laut polizeilichen Ermittelungsergebnissen in Deutschland über die Hälfte der angezeigten Sexualkontakte mit Kindern nicht mit offenkundiger Gewalt, Drohung oder Machtmissbrauch einhergehen und somit bei einem Teil der Missbrauchsfälle das Ausnutzen einer Macht- und Autoritätsposition des Täters, wie Bange und Deegener sie in ihrer Definition für das Vorliegen eines sexuellen Missbrauchs von Kindern fordern, fraglich ist. Zudem unterscheiden sich die strafrechtlichen Bestimmungen verschiedener Staaten und tragen zu einer uneinheitlichen Verwendung des Begriffs in der Literatur bei.
Der Umstand der Kulturabhängigkeit des Alters, ab dem die Fähigkeit zur sexuellen Selbstbestimmung angenommen wird, wird von Pädosexuellen häufig angeführt, um die Problematik pädosexueller Kontakte zu relativieren und sie als hinnehmbar darzustellen. Unabhängig von Kulturvarianten basiert eine solche Betrachtung auf positiven Annahmen („wir wollen es beide und haben uns lieb“) und lässt die spezifische leichtere Traumatisierbarkeit von Kindern außer Acht oder stellt deren Traumatisierbarkeit durch gewaltfreie sexuelle Kontakte grundsätzlich infrage.

## Formen
Ein Großteil sexuellen Missbrauchs wird wohl weltweit im familiären oder näheren Umfeld der Opfer begangen. Der andere Punkt sind Gewaltverbrechen von Tätern an ihm vorher unbekannten Opfern. Die Thematik der Kinderprostitution nimmt eine Zwischenstellung ein.
Es kann aus Sicht der Psychologie zwischen verschiedenen Missbrauchsformen unterschieden werden. Hierzu gehören der Missbrauch:
- ohne körperlichen Kontakt (bspw. Ansehen von pornografischen Fotos oder Pornofilmen);
- mit körperlichem Kontakt (bspw. gegenseitiges Berühren), nicht penetrativ (bspw. gegenseitiges Berühren von Geschlechtsteilen);
- mit penetrativem Kontakt (bspw. Oralverkehr, seltener Vaginalverkehr bzw. Analverkehr);
- mit Paraphilien (bspw. Sadismus) sowie ritualisierter Missbrauch.

Die sexuellen Handlungen können also mit, an, vor oder unter Einbeziehung von Kindern erfolgen und Körperkontakt beinhalten (sogenannte Hands-On-Taten) oder ihn ausschließen, wie es bei den sogenannten Hands-Off-Taten der Fall ist. Dazu werden beispielsweise Besitz und Konsum von Kinderpornografie gerechnet oder die Anstiftung eines Kindes zum gemeinsamen Pornografiekonsum. Die Bandbreite der Taten reicht unter vielem anderen von „voyeuristischem Taxieren des kindlichen Körpers“ und flüchtigen Berührungen über Manipulationen an den Genitalien des Kindes oder durch das Kind an den eigenen Genitalien bis zu oraler, vaginaler oder analer Penetration („äußerst selten“). Missbrauchshandlungen zu fotografieren oder zu filmen, wird ebenfalls unter den Begriff des sexuellen Missbrauchs subsumiert.
Ein erheblich anwachsendes Problem stellt die Kinderpornografie als scheinbare Hands-Off-Variante des sexuellen Kindesmissbrauchs dar, die sich im sogenannten Darknet erheblich verbreitet hat. Bereits im Jahr 2005 wiesen Ahlers und Kollegen auf das in großem Umfang wachsende Problem hin, das mit der Herstellung, Nutzung und Verbreitung kinderpornografischer Produkte verbunden war und mit der Fortentwicklung technischer Möglichkeiten einerseits und der Anonymität des Internets andererseits schon damals „erheblich zugenommen“ hatte. „Die Herstellung von Kinderpornographie“, so die Autoren unmissverständlich, „ist Dokumentation von sexuellem Kindesmissbrauch“, der Konsum „mittelbarer sexueller Kindesmissbrauch“ und Verkauf und Verbreitung „sexualwirtschaftliche Ausbeutung von Kindern zu kommerziellen Zwecken“.

## Zur Behauptung der Einvernehmlichkeit
Sexuelle Erfahrungen mit mehr als fünf Jahre älteren Personen bewerten die Betroffenen oft nicht als sexuellen Missbrauch: In einer Zufallsstichprobe von dänischen Schülern taten dies nur 40 % (einschließlich der Angabe „vielleicht“) und in einer ähnlichen Studie unter norwegischen Schülern nur 16 % (33 % waren sich unsicher, 51 % verneinten ausdrücklich). Unter den norwegischen Schülerinnen bewerteten 26 % ihr Erlebnis positiv und 46 % negativ. Dagegen war die Bewertung der männlichen Mitschüler überwiegend positiv (71 % zu 9 %). In 13 % der Fälle berichten die Schüler von Gewaltanwendung und in 20 % der Fälle von Einschüchterung und Erpressung. Bei 6 % der Fälle handelte es sich um Inzest. Allerdings wurde wegen des höheren Schutzalters in Dänemark und Norwegen (15 bzw. 16 Jahre) bei den Studien teilweise auch der Missbrauch von Jugendlichen erfasst. In der norwegischen Studie waren die Betroffenen zum Tatzeitpunkt im Median 14 Jahre alt.
Auch als vermeintlich einvernehmlich angesehene sexuelle Handlungen zwischen Kindern und Erwachsenen sind in den meisten Ländern allerdings strafbar. Die Strafbarkeit gründete sich ursprünglich auf sittlich-moralische Vorstellungen, wird aber auch von der modernen Sexualwissenschaft mitgetragen, wobei man sich auf folgende Hauptbegründungen stützt:
Nach dem Modell der „Disparität der Wünsche“ bzw. der „Ungleichzeitigkeit“ liegen bei Kindern und Erwachsenen unterschiedliche Ausgangsbedingungen vor, die eine Beziehung zu gleichen Voraussetzungen unmöglich machen. Die sexuellen Bedürfnisse des Erwachsenen korrelieren entwicklungspsychologisch nicht mit den Wünschen des Kindes. Kinder sind zwar zu sexuellen Gefühlen fähig, diese unterscheiden sich aber fundamental von der Sexualität eines Erwachsenen, dessen sexuelle Entwicklung bereits abgeschlossen ist. Da das Kind die Sexualität des Erwachsenen nicht kennt, kann es auch dessen Perspektive nicht einnehmen. Es kann nicht erfassen, aus welchen Beweggründen ein sexuell motivierter Erwachsener seine Nähe sucht. Kinder können deshalb zwar „willentlich“ (fachlich simple consent), aber nicht „wissentlich“ (fachlich informed consent) in sexuelle Handlungen einwilligen.
Die sexuelle Selbstbestimmung des Kindes soll nicht nur vor gewalttätigen Übergriffen, sondern auch vor subtilen Manipulationen geschützt werden. Zwischen Erwachsenen und Kindern besteht ein naturgegebenes Machtgefälle hinsichtlich Faktoren wie Lebenserfahrung, geistig-seelischer Reife oder der Fähigkeit, den eigenen Standpunkt zu verbalisieren. Zusätzlich befinden sich Kinder gegenüber ihren näheren Bezugspersonen in einem Zustand emotionaler Abhängigkeit, da sie auf deren Zuwendung existenziell angewiesen sind. Diese komplexen Abhängigkeitsverhältnisse bergen die Gefahr, dass der Erwachsene seine Überlegenheit bewusst oder unbewusst ausnutzt, um das Kind zu sexuellen Handlungen zu bewegen, die nicht dem wirklichen Willen des Kindes entsprechen.
Auch wenn sexuelle Kontakte zwischen Kindern und Erwachsenen nicht zwangsläufig zu psychotraumatischen Schäden führen, ist das Gefährdungspotential für das Kind so groß, dass eine Legalisierung solcher Kontakte als grundsätzlich unverantwortbar betrachtet wird.
In Deutschland kann jedoch das Gericht seit 1. Juli 2021 gem. § 176 Abs. 2 StGB von einer Bestrafung einvernehmlicher sexueller Handlungen absehen, wenn der Unterschied zwischen dem Jugendlichen und dem Kind im Alter und Entwicklungsstrand oder Reifegrad gering sind, es sei denn, dass der Jugendliche die fehlende sexuelle Selbstbestimmung des Kindes ausnutzt.

## Täter

### Geschlecht
Die meisten Studien kommen zu dem Ergebnis, dass sexuelle Missbrauchshandlungen an Kindern in etwa 80 bis 90 Prozent der Fälle durch Männer und männliche Jugendliche begangen wird. Der Anteil der Täterinnen wird meist auf 1 bis 20 % geschätzt. Die Polizeiliche Kriminalstatistik (PKS) wies für das Jahr 2018 in Deutschland einen Anteil von 4,5 % Tatverdächtige weiblichen Geschlechts aus.
Es wird davon ausgegangen, dass Täterinnen oft das Bewusstsein fehle, dass es sich bei ihrem Verhalten um sexuellen Missbrauch handelt. Frauen missbrauchen vorwiegend jüngere Kinder. (siehe auch Perversionen der Frau.) Ursula Enders schrieb 1995: „Sexuelle Gewalt durch Frauen ist ein Thema, dessen Aufarbeitung an den vermeintlichen Grundlagen des Patriarchats rüttelt. Es hinterfragt die Gültigkeit eines vereinfachten »Täter-Opfer-Schemas«, das stets von männlicher Macht gegenüber weiblicher Ohn-Macht ausgeht.“
In der feministischen Gewalt-Diskussion seit den 1980er Jahren dauerte es laut Carol Hagemann-White einige Jahre, bis die Einsicht integriert wurde, dass auch Jungen sexuell missbraucht werden und auch Frauen Täterinnen sein können.

### Typen
Laut dem Unabhängigen Beauftragten für Fragen des sexuellen Kindesmissbrauchs gibt es kein einheitliches Täterprofil. Als wesentliches Motiv wird der Wunsch identifiziert, „Macht auszuüben und durch die Tat das Gefühl von Überlegenheit zu erleben“. Wissenschaftliche Publikationen machen pädophil veranlagte Täter für etwa 30 bis 50 Prozent der Übergriffe verantwortlich. Die restlichen Taten werden von sogenannten Ersatz- oder Ausweichtätern begangen, deren sexuelles Interesse auf Erwachsene ausgerichtet ist. Der Begriff Pädosexualität wurde eingeführt, um entsprechende Handlungen zu benennen, die unabhängig von einer Pädophilie erfolgen.
Die Täter sind Erwachsene, aber auch Jugendliche oder andere Kinder, nicht immer, aber überwiegend männlichen Geschlechts und oft aus dem sozialen Nahraum des Kindes. Eberhard Schorsch (1971) klassifizierte die typischen Tätergruppen nach folgenden Bereichen: Kontaktarme und retardierte Jugendliche, sozial randständige Jugendliche, sozial Desintegrierte in mittleren Lebenslagen sowie erotisierte pädagogische Beziehungen und Alterspädophilie.
Klaus Michael Beier (1995) unterschied Täter mit primärem Interesse am Kind (sexuelle Erregung nahezu ausschließlich durch kindliche
Stimuli auslösbar) und sekundärem Interesse am Kind (Kind als Partnerersatz). Bei pädophilen Straftätern fanden sich genauso wie bei
Inzesttätern Personen mit primärem oder sekundärem Interesse am Kind.
Ulrich Rehder (1996) unterschied bei inhaftierten Straftätern nach depressiven (neurotischen), nach Autonomie strebenden, sozial randständigen und sozial angepassten Tätern.

## Folgen für das Kind
Die unmittelbaren Auswirkungen von sexuellem Missbrauch auf ein Kind sind sehr unterschiedlich und bei Taten durch nahe Bezugspersonen (Traumabindung, Verratstrauma), Missbrauch über viele Jahre und mangelnder Unterstützung des Kindes im familiären Umfeld destruktiver. Die Auswirkungen sind abhängig von Alter und Dauer, von den Begleitumständen der Taten sowie den anderen Risikofaktoren in der Entwicklung (z. B. Vernachlässigung und körperliche Misshandlung), außerdem spielen Geheimhaltung, Verleugnung durch Erwachsene, Täter-Opfer-Umkehr, Stigmatisierung der Opfer, notwendige Zeugenaussagen vor Polizei, Anwalt und Gericht sowie die große Aufmerksamkeit im Rahmen der (für die Strafverfolgung notwendigen) juristischen Aufarbeitung eine Rolle.
Psychische Auffälligkeiten können enthemmtes, triebhaftes Verhalten bei Kleinkindern mit ungewöhnlich aktivem Interesse an den eigenen Genitalien oder denen anderer Kinder, soziale und intime Distanzlosigkeit gegenüber Fremden, nicht altersgemäße sexuelle Aktivitäten mit Gleichaltrigen, exzessive Masturbation, spielerische Imitation und Nachvollziehen der Tat, Exhibieren und sexuell provozierendes Auftreten sein sowie ein erhöhtes Risiko, erneut Opfer sexuellen Missbrauchs zu werden. Im Schulkind- und Jugendalter zeigen sich häufig zusätzlich eine Blockierung und Angst in der Sexualentwicklung, funktionelle Sexualstörungen, Promiskuität, sexuell aggressives Verhalten gegenüber anderen Kindern, Vernachlässigung der Körperhygiene und eine gestörte Geschlechtsrollenidentität.
Wenn die unmittelbare Krise vorüber ist, brauchen viele Kinder weiterhin, auch später im Erwachsenenalter, weitere professionelle Hilfe. Es kann sich eine Posttraumatische Belastungsstörung oder eine Komplexe Posttraumatische Belastungsstörung entwickeln, abhängig vom Alter und Erleben des Kindes, von seinen Bewältigungsmöglichkeiten und dem Umfeld.
Sexueller Missbrauch in der Kindheit verursacht häufig die Entwicklung einer chaotischen Bindungsstörung bzw. einer Borderline-Persönlichkeitsstörung.
Als Folgen sexuellen Kindesmissbrauchs gelten außerdem:
Integrationsstörung: Jeder Mensch ist darauf angewiesen, das, was ihm widerfährt, gedanklich einzuordnen und zu verarbeiten. Einem Kind sind die Handlungen des Erwachsenen beim sexuellen Übergriff unverständlich: Es versteht oft die Welt nicht mehr und kann das Geschehen in seine Welt und seine Geschichte nicht integrieren.
Vertrauensbruch: Ein Kind lebt gewissermaßen davon, dass es seinen Eltern Vertrauen entgegenbringt. Dieses Vertrauen ist für das Kind die einzige Quelle von Sicherheit in einer ansonsten unsicheren und gefährlichen Welt. Wird dieses Vertrauen von den Eltern durch Handeln oder passive Mitwisserschaft verraten, so zerbricht für das Kind die Basis jeglicher Sicherheit.
Unausweichbarkeit: Ein Erwachsener kann sich, auch wenn die Situation noch so schrecklich ist, zumindest emotional distanzieren („das bin nicht ich“, „das ist nicht meine Welt“). Ein Kind kann das nicht. Es kennt nur die eine Welt, die seiner Familie. In dieser Welt wurde es verraten und missbraucht und hat keine Ausweichmöglichkeit außer den Welten, die schon Produkt psychischer Störungsbilder sein können.
Es gibt Hinweise auf mögliche neurologische Effekte von Kindesmissbrauch in mehreren Hirnregionen. Die Konsequenz einer Traumatisierung ist die Unfähigkeit, das Geschehen im biografischen Gedächtnis abzuspeichern. Es wird aufgesplittert in Teilen gespeichert. Aufgrund der hohen emotionalen Ladung (bspw. erlebte Todesangst) kann es jedoch nicht vergessen werden. Durch Trigger wird es in Flashbacks und Albträumen wiedererlebt, als würde die Tat in der Gegenwart geschehen. Spätfolgen sind daher Störungen der allgemeinen Entwicklung, geringes Selbstwertgefühl, sowie häufig eine nicht organische bedingte Teilamnesie. Auch tiefsitzende Begleiterkrankungen, sogenannte komorbide Störungsbilder können auftreten:
- Angststörungen
- Depressionen
- Dissoziative Identitätsstörung, früher multiple Persönlichkeitsstörung
- Persönlichkeitsveränderungen
- Bindungsstörungen
- Suchterkrankungen
- Aggressive Verhaltensmuster
- Selbstverletzendes Verhalten (SVV)
- Suizidversuche
- sexuelle Probleme

Betroffene berichten selbst, dass sie am häufigsten mit einer emotional instabilen Persönlichkeitsstörung vom Borderline-Typus, schizophrenen und psychotischen Störungen fehldiagnostiziert wurden. Weitere Fehldiagnosen sind Besessenheit und ADHS.
Eine Studie des National Institute on Drug Abuse kam zu dem Ergebnis, dass in der Kindheit sexuell missbrauchte Frauen ein fast doppelt so hohes Risiko haben, an Depressionen oder der Generalisierten Angststörung zu erkranken. Alkohol- oder Drogensucht liegt im Vergleich zur Normalbevölkerung etwa dreimal so häufig vor.
Häufig werden Jungen trotz der sexualisierten Gewalt erregt und ejakulieren oder bekommen einen Orgasmus, obwohl sie den Übergriff als unangenehm und gewaltsam erleben. Die körperliche Reaktion löst bei ihnen Verwirrung, Scham- und Schuldgefühle aus und führt zu einer massiven Verunsicherung. Es fällt ihnen sehr schwer, darüber zu sprechen.
Opfer, die die Gewalterfahrungen nicht ausreichend verarbeiten konnten, können auch ihrerseits zu Tätern werden. Aus der Therapie sind solche Täter-Opfer-Täter-Kreisläufe über mehrere Generationen bekannt. Jedoch wird selbst von den männlichen Opfern (die zum Zeitpunkt des Missbrauchs jünger als 16 Jahre alt waren und inklusive der Opfer sexueller Gewalt durch Gleichaltrige) nur eine Minderheit von 5 Prozent später wegen eines Sexualdelikts (beliebiger Art) verurteilt. Dennoch ist dieser Anteil etwa 8-mal so hoch wie bei Jungen, die sexuell nicht missbraucht wurden. Von denjenigen Jungen, die zum Zeitpunkt des Missbrauchs mindestens 12 Jahre alt waren, werden 9 Prozent später wegen eines Sexualdelikts verurteilt.
Untersuchungen haben gezeigt, dass vor allem bei dissoziativen Identitätsstörungen, Essstörungen und Borderline-Persönlichkeitsstörungen in der Kindheit sexueller Missbrauch vorlag. Dies bedeutet nicht, dass Personen, bei denen diese Störungen diagnostiziert wurden, zwangsläufig sexuell missbraucht wurden. Ebenso bedeutet dies nicht, dass jeder, der in der Kindheit sexuell missbraucht wurde, eine dieser Störungen entwickeln muss. Hier ist lediglich ein statistischer Zusammenhang zu erkennen, der die Annahme stützt, dass schwere Traumata in der Kindheit, wie sexueller Missbrauch, eine dieser Störungen verursachen können.
Sexueller Missbrauch hat oft Folgen für Partner und Angehörige bis in die nächste Generation. Opfer können an Impulsdurchbrüchen und sexuellen Störungen leiden, die ihre Partnerschaft gefährden, oder sie sind überhaupt nicht in der Lage, eine Partnerschaft einzugehen oder sich emotional für einen Menschen zu öffnen.

## Aufklärung von Verdachtsfällen

### Hinweise
Allgemeine Hinweise können sein: Sich selbst oder andere verletzende Handlungen, Rückzug, Berührungsängste, Distanzlosigkeiten, stark sexualisierte Sprache, auffälliges Spielen mit den eigenen Genitalien. Symptome wie ungeklärte Verhaltensauffälligkeiten, deutlicher Leistungsabfall, sekundäres Einnässen und Einkoten, Bauchschmerzen, Magersucht sowie dissoziative Störungen, die sich beispielsweise in neurogenen Symptomen wie Lähmungen oder Bewegungsstörungen ohne neurologischen Befund zeigen, können auf eine sexuelle Missbrauchssituation hinweisen, allerdings auch eine Fehlinterpretation solcher Indikatoren sein.
Zu beachten sind jeweils die individuell immer unterschiedlichen Situationen von Familien und Persönlichkeiten und Reaktionen der Kinder. Im Rahmen einer medizinischen Anamnese und Untersuchung geben die Zusammenschau von Aussagen des Kindes, Verletzungen der Genital- und Analregion (Kohabitationsverletzungen), der Nachweis von Sperma, das Auffinden von Fremdkörpern in Vagina oder After, der Nachweis sexuell übertragbarer Krankheiten und sexuell auffälliges Verhalten des Kindes Hinweise auf einen sexuellen Missbrauch. Hinweisgebend sind auch Spuren von Verletzungen bei gleichzeitiger körperlicher Gewalt und sexuellem Missbrauch. Dazu gehören sturzuntypische Verletzungen, unterschiedlich alte und zum Teil unbehandelte Verletzungen, verzögertes Aufsuchen eines Arztes und häufige Arztwechsel sowie Zeichen der Vernachlässigung (reduzierter Allgemein- und Ernährungszustand, Untergewicht und Entwicklungsstörungen). Beim Gespräch mit den Eltern finden sich oft Schutzbehauptungen, die das vorliegende Verletzungsmuster nicht erklären können.
Bei der Untersuchung zur Feststellung eines sexuellen Missbrauchs ist die Kenntnis der untersuchenden Ärzte bzw. Rechtsmediziner zu Untersuchungstechniken, Normvarianten kindlicher anogenitaler Strukturen mit Abgrenzung zu missbrauchsassoziierten Befunden und Heilungsverläufen entscheidend. Das Ergebnis ist oft unsicher.
Methoden der forensischen Analyse müssen wissenschaftlichen Standards genügen. Wiederholtes, drängendes Stellen von Suggestivfragen an potentiell betroffene Kinder kann dazu führen, dass ein Missbrauch fälschlich nahegelegt wird (vgl. Wormser Prozesse).
Missbrauchsfälle an Schulen bleiben oft über Jahre unentdeckt. Zu den Gründen hierfür werden beispielsweise Abhängigkeiten unter Kollegen, gute kollegiale Kontakte der Täter, Überforderung der anderen Lehrkräfte und der Anspruch der Täter auf Datenschutz gegenüber ihren Kollegen genannt.
Zur Frage von Hinweisen auf sexuellen Missbrauch weisen Volbert und Galow auf mögliche Risiken hin. Es würden

„... Erfahrungen vorliegen, dass manche Bemühungen, sexuellen Missbrauch aufzudecken, auch ausgeprägte unerwünschte Effekte haben können. Dies gilt insbesondere im Hinblick auf Ausdeutungen von Verhaltensauffälligkeiten als Hinweis auf sexuellen Missbrauch (so genannte ‚Aufdeckungsarbeit‘). Da es kein sexuelles Missbrauchs-Syndrom und keine für Missbrauch spezifischen Symptome oder Störungsbilder gibt, sind solche Ansätze nicht zielführend. Sie können sogar negative Effekte haben: Die Interpretation von unspezifischen Verhaltensauffälligkeiten als Hinweis für sexuellen Missbrauch kann zu Befragervoreinstellungen und einseitigen, suggestiven Befragungen von Kindern führen, die wiederum Induktionen von nicht erlebnisentsprechenden Aussagen bzw. sogar von Pseudoerinnerungen an entsprechende Erlebnisse zur Folge haben können […].“

### Entscheidung vor Gericht
Beim Verdacht auf Kindesmissbrauch steht meist Aussage gegen Aussage. Zum Nachweis und zur Entlastung kommen vor allem medizinische und psychologische Gutachten zum Einsatz. Der Nutzen von Lügendetektoren zur Aufdeckung von Falschbeschuldigungen und -verdächtigungen ist wissenschaftlich umstritten, ihr Einsatz weltweit daher selten (Rechtslage siehe dort).

## Ermittlung von Personen in Kinderpornografie
Im Projekt Stop Child Abuse bittet Europol die Bevölkerung auf einer Webseite, Alltagsgegenstände aus kinderpornografischem Film- und Fotomaterial zu identifizieren. Europol verspricht sich dadurch Hinweise zu Opfer, Tatorten und Tätern.

## Nationales: Rechtslage und Daten
Laut Statista ist in Deutschland die Anzahl der polizeilich erfassten Taten, bei denen Kinder Opfer von sexuellem Missbrauch wurden, von rund 14.000 im Jahr 2009 auf 16.686 bis 2020 gestiegen. Es wird davon ausgegangen, dass die Dunkelziffer deutlich höher liegt.

### Übersicht deutschsprachiger Rechtskreis
Sexueller Missbrauch von Kindern ist strafbar, in Deutschland nach § 176 StGB (Sexueller Missbrauch von Kindern), nach § 176a StGB (sexueller Missbrauch von Kindern ohne Körperkontakt mit dem Kind), nach § 176b StGB (Vorbereitung des sexuellen Missbrauchs von Kindern), § 176c StGB (schwerer sexueller Missbrauch von Kindern), § 176d StGB (sexueller Missbrauch von Kindern mit Todesfolge), in Österreich nach § 206 StGB (schwerer Missbrauch) und nach § 207 StGB (Missbrauch) und in der Schweiz nach Artikel 187 StGB.
| Land        | Altersgrenze | Altersunterschied (1)                                         | Strafmündigkeit | Rechtsbestimmung | Strafrahmen                                                                                | Verjährungsfrist |
| Deutschland | 14 Jahre     | –                                                             | 14 Jahre        | Sexueller Missbrauch von Kindern (§ 176 StGB, bei Taten ohne Körperkontakt § 176a, Vorbereitungshandlungen § 176b ; Qualifikationstatbestände: schwerer sexueller Missbrauch von Kindern § 176c StGB, mit Todesfolge § 176d StGB) | 3 Monate (bei Vorbereitungshandlungen) – lebenslänglich (bei Todesfolge)                   | 5–30 Jahre (nach Höhe der Strafdrohung) Die Verjährung ruht gem. § 78b Abs. 1 Nr. 1 StGB bis zum 30. Geburtstag des Opfers |
| Österreich  | 14 Jahre     | 4 Jahre (12 Jahre) erschwert (§ 206 StGB): 3 Jahre (13 Jahre) | 14 Jahre        | Sexueller Missbrauch von Unmündigen (§ 207 StGB; erschwert § 206, Missbrauch eines Autoritätsverhältnisses § 212; vermindert Sittliche Gefährdung § 208)                                                                          | 6 Monate – lebenslänglich (bei Todesfolge)                                                 | 5 Jahre – unverjährbar (nach Schwere der Tat)                                                                              |
| Schweiz     | 16 Jahre     | 3 Jahre                                                       | 10 Jahre        | Sexuelle Handlungen mit Kindern (Artikel 187 StGB) | Geldstrafe oder bis zu 5 Jahre (Erschwernis fällt unter sonstige allgemeine Sexualdelikte) | 10 Jahre, mindestens aber bis zum 25. Geburtstag des Opfers – unverjährbar (nach Alter des Opfers und Täters)              |

(1) vermindernder Altersunterschied zwischen Täter und Opfer: allfällig in Klammer: Alter des Opfers, unter dem prinzipiell ein Delikt vorliegt

### Internationales und Völkerrecht
Basis der internationalen Bestimmungen ist die UN-Kinderrechtskonvention von 1989, wobei dort nicht sexuelle Handlungen an sich thematisiert wurden. Sexuelle Gewalt in häuslichem Umfeld fällt unter das Grundrecht auf eine gewaltfreie Erziehung. In zwei Zusatzprotokollen wurden – neben dem Problem der Kindersoldaten – Kinderhandel und insbesondere Kinderprostitution und Kinderpornografie geächtet.

### Europarecht
Die Europäische Union hat sich erstmals mit dem Rahmenbeschluss 2004/68/JI der Thematik der sexuellen Ausbeutung von Kindern gewidmet.
Der Europäische Gerichtshof für Menschenrechte hat in einem Gerichtsverfahren am 9. Januar 2003 (Beschw.-Nr. 45330/99) entschieden, dass das sexuelle Selbstbestimmungsrecht von Menschen ab 14 Jahren beachtet werden muss.

### Deutschland
1950 wurden in Westdeutschland über 30 Strafanzeigen pro 100.000 Einwohnern wegen Unzucht mit Kindern und Schutzbefohlenen gestellt.
In der DDR war sexueller Kindesmissbrauch stärker und länger tabuisiert als in Westdeutschland.
Seit 1990 werden jährlich unter 20 Anzeigen pro 100.000 Einwohnern gestellt; dies ist das Hellfeld des sexuellen Missbrauchs. Die tatsächliche Häufigkeit wurde 15 bis 20 Mal so hoch geschätzt.
Durch die in die Medien geratenen Publikationen zum sexuellen Missbrauch in der katholischen Kirche entschloss sich die Deutsche Bischofskonferenz (DBK) zur Einberufung eines interdisziplinär besetzten Konsortiums zur Aufarbeitung des sexuellen Missbrauchs durch die Kleriker der katholischen Kirche. Mit qualitativen und quantitativen wissenschaftlichen Forschungsmethoden wurden 38156 Personalakten von Klerikern aus dem Zeitraum von 1946 bis 2014 analysiert und epidemiologisch ausgewertet. In dieser Studie konnten 1670 Kleriker und 3677 Opfer ermittelt werden. Sie waren zu 62,8 % männlich und wurden anhand von Personalakten identifiziert. In 80 % der Fälle lagen Handlungen mit Körperkontakt („hands-on“-Delikte) vor. In mindestens 582 Fällen kam es zur genitalen oder manuellen Penetration. Die Studie kam zu dem Schluss, dass die gesundheitlichen und sozialen Folgen für die Betroffenen erheblich waren, wobei Ängste, Depressionen, Misstrauen, sexuelle Probleme und Kontaktschwierigkeiten am häufigsten genannt wurden.
Zum 1. Juli 2021 wurden Mindeststrafen, Höchststrafen und Verjährungsfristen für viele Delikte angehoben.

### Österreich
In Österreich fällt sexueller Kindesmissbrauch nach § 206 und § 207 StGB, unter dem Begriff Sexueller Missbrauch von Unmündigen, das heißt, Personen unter 14 Jahren (die Entmündigung wurde schon 1984 abgeschafft, solche Personen fallen unter § 205 StGB Sexueller Missbrauch einer wehrlosen oder psychisch beeinträchtigten Person oder § 212 StGB Missbrauch eines Autoritätsverhältnisses). Missbrauch von Personen zwischen 14 und 16 Jahren ist bei besonderen Umständen durch § 207b StGB Sexueller Missbrauch von Jugendlichen geregelt.
In Österreich wurde 2004 von einer jährlichen Zahl von 10.000 bis 25.000 Missbrauchsfällen ausgegangen. Insgesamt werden 300.000 Mädchen und rund 172.000 Jungen (Stand: 2009) bis 14 Jahre einmal oder mehrmals während ihrer Kindheit und Jugend sexuell belästigt und/oder missbraucht. Weit über 90 Prozent der Täter sind Männer. Sie befinden sich meist im engsten oder weiteren Familienkreis.

### Schweiz
Gemäß der Kindernachrichtenagentur Kinag sind in der Schweiz 40.000 bis 50.000 Kinder pro Jahr von sexuellem Missbrauch betroffen. Eine gesonderte Missbrauchsstatistik existiert in der Schweiz nicht.

### USA
In den USA wird davon ausgegangen, dass jede vierte Frau und 3 bis 9 % der Männer in ihrer Kindheit sexuelle Gewalt erfahren haben. Der Missbrauch findet im Mittel in einem Alter zwischen sieben und elf Jahren statt und dauert durchschnittlich drei bis fünf Jahre an.
Die rechtliche Regelung liegt – wie das gesamte amerikanische Strafrecht – bei den einzelnen Bundesstaaten und ist daher innerhalb der Vereinigten Staaten uneinheitlich. In New York z. B. macht jede Person sich strafbar, die Sex mit einem Kind unter 14 Jahren hat; für Sex mit Penetration macht jede Person sich strafbar, die dafür einen Partner heranzieht, der jünger als 17 Jahre alt ist. Dies alles gilt auch für Täter im Jugend- und Kindesalter, für Verhalten innerhalb von Liebesbeziehungen und für sexuelle Handlungen, die de facto einvernehmlich geschehen.
Siehe auch: Sexueller Missbrauch von Jugendlichen in den USA

## Schutz der Kinder

### Risiko- und Schutzfaktoren
Forscher diskutieren seit Jahrzehnten über Risikofaktoren, die die Wahrscheinlichkeit, dass Mädchen und Jungen Opfer sexuellen Missbrauchs werden, erhöhen können und über mögliche Schutz- und Vorsorgemaßnahmen. Dazu gehört zum Beispiel auch eine entsprechende Sexualpädagogik. Die Gesellschaft für Sexualpädagogik gibt an, dass Sexualpädagogik präventiv wirke, wobei deren Gründungsmitglied und Vorstand Uwe Sielert 2010 konstatierte: „Die Basiswissenschaften von Erziehung, Bildung, Hilfe und Gesundheit haben dazu bisher kaum Professionswissen erarbeitet.“ Zur Situation von Sexualpädagogik in der Schule räumt Sielert ein: „Wir wissen über die Situation von Sexualerziehung und deren Erfolge in der Schule nichts aus repräsentativen Studien – das ist bisher kein Thema der Bildungsforschung.“
Bei Risiko- und Schutzfaktoren wird zwischen folgenden Ebenen unterschieden: Einflüsse auf Ebene des Kindes, Einflüsse auf Ebene der Familie, Einflüsse des familiären Umfeldes sowie Einflüsse des gesellschaftlichen und kulturellen Kontextes.
Einflüsse auf Ebene des Kindes
Mit der Erforschung der Faktoren in dieser Ebene soll in keinem Falle den Mädchen und Jungen, die Opfer sexuellen Missbrauchs geworden sind, eine Mitverantwortung zugeschoben werden. Es geht ausschließlich um ein besseres Verständnis von sexualisierter Gewalt an Kindern.
Mögliche risikoerhöhende Bedingungen – Risikofaktoren – sind das weibliche Geschlecht, Defizite an emotionaler und körperlicher Zuwendung, ein unsicheres Bindungsverhalten, keine/wenig Kontakte zu erwachsenen Vertrauenspersonen, schlechter Kontakt zu Geschwistern, geringes Selbstwertgefühl, wenig Selbstbehauptungsfähigkeiten, ein mangelhaft über Sexualität aufgeklärtes Kind, eine Behinderung des Kindes, psychische Probleme des Kindes sowie schwieriges Verhalten.
Mögliche risikomildernde Bedingungen – Schutzfaktoren – sind ein positives Temperament (flexibel, robust, aktiv, offen, kontaktfreudig), überdurchschnittliche Intelligenz, sicheres Bindungsverhalten, dauerhafte gute Beziehungen zu mindestens einer primären Bezugsperson, gute Durchsetzungsfähigkeit, aktives Bewältigungsverhalten, Selbstständigkeit in Stresssituationen/Problemlösefähigkeit, Selbstvertrauen, ein positives Selbstwertgefühl und Selbstwirksamkeitsüberzeugungen, soziale Fertigkeiten sowie Ablehnung der Übergriffe.
Einflüsse auf Ebene der Familie
Mögliche risikoerhöhende Bedingungen – Risikofaktoren – sind Kinder, die von anderen Formen der Gewalt betroffen sind, belastete Eltern-Kind-Beziehungen, Kinder aus Trennungs- und Scheidungsfamilien, problematische Elternbeziehungen, ein patriarchal geprägtes Familienklima, psychische Erkrankungen der Eltern/eines Elternteils, Missbrauchserfahrungen der Mütter, Alkohol- und Drogenabhängigkeit der Eltern/eines Elternteils, Kriminalität der Eltern sowie eine frühe Schwangerschaft der Mutter (ungewollte Schwangerschaft).
Mögliche risikomildernde Bedingungen – Schutzfaktoren – sind stabile emotionale Beziehungen zu einer Bezugsperson, eine positive Eltern-Kind-Beziehung, eine gute Beziehung zu einem Geschwisterkind, eine wenig konfliktbehaftete elterliche Partnerbeziehung, ein offenes, unterstützendes Erziehungsklima sowie familiärer Zusammenhalt.
Einflüsse des familiären Umfeldes
Mögliche risikoerhöhende Bedingungen – Risikofaktoren – sind eine deprivierte, arme Wohngegend, soziale Isolation der Familien, sozial ungünstige Bedingungen sowie häufiger Wohnortwechsel.
Mögliche risikomildernde Bedingungen – Schutzfaktoren – sind ein positives soziales Umfeld einer Familie und die Anwesenheit einer erwachsenen Vertrauensperson in Kindergarten und Schule.
Einfluss des gesellschaftlichen und kulturellen Kontextes
Diese Ebene ist besonders für ein umfassendes Verständnis der Ursachen sexualisierter Gewalt von großer Bedeutung.
Mögliche risikoerhöhende Bedingungen – Risikofaktoren – sind eine gesellschaftliche Billigung von Gewalt bei der Erziehung, staatliche Bedingungen, die Kindesmisshandlung begünstigen/befürworten, das Leben in einer Gemeinschaft, die stillschweigend Kindesmisshandlung akzeptiert, die Verfügbarkeit von Kinderpornographie, die sexualisierende Darstellung von Kindern in Werbung und Medien, geringe rechtliche Sanktionen gegenüber Tätern, ein Männlichkeitsbild, das durch Dominanz und Kontrolle gekennzeichnet ist, das Festhalten an traditionellen Rollenverteilungen, soziale Rechtlosigkeit von Kindern sowie die mangelnde Verfügbarkeit von Sexualaufklärung für Kinder.
Mögliche risikomildernde Bedingungen – Schutzfaktoren – sind ein hoher (sozio)ökonomischer Status, finanzielle Hilfen, gute Möglichkeiten, soziale Hilfsangebote zu nutzen, gesellschaftliche Aufmerksamkeit und Ächtung solcher Taten, sowie die Stärkung der Kinderrechte.

### Prävention
Präventionsprojekte, die sich speziell an Pädophile als potentielle Täter richten, gab es bis vor wenigen Jahren keine. Bestehende Therapieprojekte für Pädophile waren in erster Linie auf aus dem Hellfeld stammende, bereits straffällig gewordene Pädophile gerichtet. Seit 2005 existiert das Projekt „Kein Täter werden“ an der Berliner Charité, das im Rahmen einer Studie Therapieangebote für wenige hundert Pädophile ermöglicht. In Gruppen- und Einzeltherapien, sowie teilweise einer ergänzenden medikamentösen Behandlung, soll durch Stärkung der Impulskontrolle und der Empathiefähigkeit Pädophilen ermöglicht werden, verantwortungsvoll mit ihrer Neigung umzugehen.
Für die Prävention halten Volbert und Galow vom Institut für forensische Psychiatrie in Berlin es für erforderlich, das vorhandene Wissen nicht nur weiter auszubauen, sondern es stärker mit Erkenntnissen zu verknüpfen, die über Kindesmisshandlung und -vernachlässigung gewonnen wurden, aber auch etablierte Kenntnis aus der allgemeinen Kriminalprävention zu berücksichtigen.
Speziell in Deutschland widmet das Bundesministerium für Familie, Senioren, Frauen und Jugend (BMFSFJ) diesem Thema eine gesonderte Seite, um, wie es dort heißt, „den Schutz von Kindern und Jugendlichen vor sexualisierter Gewalt kontinuierlich zu verbessern“. Seit 2015 wird den Initiativen zur Prävention von sexualisierter Gewalt eine gesonderte Seite bereitgestellt.

## Hilfen und Therapien für die Opfer
Opfer von sexuellem Missbrauch benötigen eine Versorgung aller körperlichen Verletzungen und das Gefühl, in Sicherheit zu sein. Manche Kinder haben für das Ereignis des Übergriffs eine komplette Amnesie. Zunächst geht es darum, das Kind ernst zu nehmen, die Tat zugleich aber auch nicht zu dramatisieren. Bei Verdacht auf Kindesmisshandlung oder Unsicherheit hinsichtlich des weiteren Vorgehens können sich Ärzte, Fachkräfte im Jugendamt, Eltern und betroffene Kinder und Jugendliche an die Kinderschutzambulanzen bzw. Gewaltopferschutzambulanzen wenden. Dort können sie auch – unabhängig von einer Strafanzeige – untersucht werden, wobei Verletzungen dokumentiert und Beweismittel und Spuren gesichert werden.
Opfer von sexuellem Missbrauch benötigen oft auch psychotherapeutische Hilfe oder eine Form psychologisch-psychotherapeutischer Beratung, einerseits zur Bewältigung der verletzenden Erfahrung und zur Bewältigung des gegenwärtigen Lebens, andererseits, um wieder für künftige Beziehungen offen zu werden bzw. die Fähigkeit dazu wiederzuerlangen. Immer sollten auch die Bezugspersonen der Kinder miteinbezogen werden, um ihnen die oft problematische Bewältigung der Erfahrungen des Kindes zu erleichtern. Eine Behandlung kann erst erfolgen, wenn das Kind nicht mehr in Gefahr ist, erneut missbraucht zu werden. Hierzu ist es notwendig, den Täter und das Opfer voneinander zu trennen. Eine Psychotherapie sollte nicht erfolgen, wenn das Kind keine machen möchte.
Bei einem Missbrauch innerhalb der Familie oder im nahen Umfeld des Kindes ist es notwendig, dass der Täter die Wohnung verlässt, oder das Kind in einer anderen, sicheren Umgebung untergebracht wird. Auch hier ist es notwendig, dem Täter jeden Zugriff auf das Kind zu verweigern. Insbesondere Opfer von sexuellem Missbrauch, die eine Posttraumatische Belastungsstörung entwickeln, können mit Formen der Traumatherapie behandelt werden. Bei sonstigen, oben beschriebenen Folgestörungen ist häufig eine intensive Psychotherapie notwendig.

### Gewaltopferschutzambulanzen
Allgemeine Gewaltopferschutzambulanzen sind auf ältere Kinder bzw. Jugendliche sowie auf Erwachsene ausgerichtet. Sie dienen zunächst dem Zweck einer zeitnahen klaren Beweissicherung im Rahmen von verfahrensunabhängigen und vertraulicher Spurensicherung für Gewaltopfer. Derartige vertraulichen Spurensicherung ist regional etwas unterschiedlich organisiert. Sie wird verstärkt auch von rechtsmedizinischen Instituten in Deutschland angeboten. Das erste Modell für Anonyme Spurensicherung nach Sexualstraftat (ASS) im Bundesland NRW gibt es beispielsweise in Bonn seit dem Jahr 2005.

### Kinderschutzambulanzen
In Deutschland vorhandene Kinderschutzambulanzen sind oft Akut-Krankenhäusern eingegliedert. Die dort vorhandene Fachexpertise ist u. a. darauf ausgerichtet zu beurteilen, ob Unfälle bzw. akute Erkrankungen auf erlittene Gewalt von außen auf ein Kind hervorgerufen sind oder gar ein Missbrauch von Kindern vorliegt. Das gilt insbesondere für stationär im Krankenhaus behandelte Patienten. Umfangreich tätig in diesem gesamten Kontext ist die Deutsche Gesellschaft für Kinderschutz in der Medizin e. V. (DGKiM), die u. a. über Aktuelles mittels einem Newsletter regelmäßig ihre Mitglieder informiert.

### Kinderschutz-Haus nach dem Konzept des Barnahus
Wenn Kinder und Jugendliche zu Opfern sexueller Gewalt werden, stehen die strafrechtliche Aufarbeitung, ggf. familiengerichtliche Schutzmaßnahmen und die Gestaltung von Hilfen vor besonderen Herausforderungen. Einerseits eine möglichst eindeutige Fallklärung, andererseits sollen die Gefahr einer zusätzlichen Belastung oder sogar sekundären Traumatisierung der betroffenen Kinder bzw. Jugendlichen abgewendet werden. Daraus hervorgegangen ist das skandinavische „Barnahus-Haus“ bzw. „Barnahus-Modell“, u. a. in Deutschland auch oft als „Childhood-Haus“ bezeichnet, als Konzept für Verbesserungen im Umgang mit betroffenen Kindern und Jugendlichen und ihren Familien in Deutschland. Childhood-Häuser bzw. Barnahus-Häuser gibt es in Deutschland mit Stand Mitte des Jahres 2025 in Berlin, am UK Bonn, in Datteln, Düsseldorf, Flensburg, Frankfurt, Hamburg, Heidelberg, Homburg (Saarland), Leipzig, München, Offenburg (Ortenau), Schwerin.

## Dokumentarfilme
- Deliver Us from Evil, 2006, USA, Regie: Amy Berg
- Sex Crimes and the Vatican, 2006, Großbritannien, Regie: Colm O’Gorman
- Mea Maxima Culpa – Stille im Haus des Herrn, 2012, USA, Regie: Alex Gibney

## Rundfunkberichte
- Marcus Schwandner: Ursachen und Therapie – Sexueller Kindesmissbrauch durch Jugendliche in SWR2 Wissen vom 14. November 2012

## Spielfilme
- Das weiße Band – Eine deutsche Kindergeschichte, 2009, Regie: Michael Haneke
- Michael, 2011, Regie: Markus Schleinzer und Kathrin Resetarits
- Operation Zucker, 2012, Regie: Rainer Kaufmann
- Disconnect, 2012, Regie: Henry-Alex Rubin
- 3096 Tage, 2013, Regie: Sherry Hormann, Verfilmung des gleichnamigen Buchs
- Raum, 2015, Regie: Lenny Abrahamson, Verfilmung des gleichnamigen Buchs
- Operation Zucker: Jagdgesellschaft, 2016, Regie: Sherry Hormann
- Sound of Freedom, Produktion 2018, Erscheinungsjahr 2023, Regie: Alejandro Gómez Monteverde